# ポリェンサ
ポリェンサ（カタルーニャ語: Pollença, カタルーニャ語発音: [poˈʎɛnsə], スペイン語: Pollensa）は、スペイン・バレアレス諸島州のムニシピ。マリョルカ島最北端の自治体であり、フルマントール岬やマリョルカ島北部の観光中心地であるアルクーディアに近い。

## 地理

### 集落

マリョルカ島におけるポリェンサの位置

ポリェンサの自治体はポリェンサ湾から6km内陸にあるポリェンサ（旧市街）、ポリェンサ湾に面したポルト・ダ・ポリェンサ、やはり海に面したカラ・サン・ビセンス、その他の小規模な集落で構成される。
ポルト・ダ・ポリェンサはポリェンサの旧市街から6km東にあり、複数のホテルやビーチを持つリゾート地となっている。カーラ・サント・ビセンスはポルト・ダ・ポリェンサから山を挟んで2km北東にあり、やはりクララ海岸やモリンス海岸を持つリゾート地となっている。この集落近くには青銅器時代の紀元前1,700年-紀元前1,500年頃に築かれたカラ・サン・ビセンス地下墓群があり、マリョルカ島でも壮観な地下墓である。
- ポリェンサ : 9,251人
- ポルト・ダ・ポリェンサ : 6,524人
- カラ・サン・ビセンス : 262人
- ラス・パルマレス : 123人
- ラ・フォント : 59人
- バルラスグアルド : 59人
- カン・シンガラ : 52人
- アエロドロン・ミリタール : 41人
- アル・ビラー : 27人

人口は2006年時点

### 人口推移
| ポリェンサの人口推移 1900－2014                         |
|                                                         |
| 出典:INE（スペイン国立統計局）1900年 - 1991年、1996年 - |

### フルマントール岬
ポルト・ダ・ポリェンサから北東には細長いフルマントール半島が伸びており、その先端にはマリョルカ島の最北端点であるフルマントール岬がある。1863年には岬の断崖上にフルマントール灯台が建設され、光源が水面から210m地点にあるこの灯台はバレアレス諸島でもっとも高い位置にある灯台である。地元の住民からは「風が合わさる場所」と呼ばれる。

### 気候
| ポリェンサの気候                            | ポリェンサの気候 | ポリェンサの気候 | ポリェンサの気候 | ポリェンサの気候 | ポリェンサの気候 | ポリェンサの気候 | ポリェンサの気候 | ポリェンサの気候 | ポリェンサの気候 | ポリェンサの気候 | ポリェンサの気候 | ポリェンサの気候 | ポリェンサの気候 |
| 月                                          | 1月              | 2月              | 3月              | 4月              | 5月              | 6月              | 7月              | 8月              | 9月              | 10月             | 11月             | 12月             | 年               |
| ------------------------------------------- | ---------------- | ---------------- | ---------------- | ---------------- | ---------------- | ---------------- | ---------------- | ---------------- | ---------------- | ---------------- | ---------------- | ---------------- | ---------------- |
| 平均最高気温 °C （°F）                      | 14.4 (57.9)      | 15.0 (59)        | 16.1 (61)        | 18.3 (64.9)      | 22.2 (72)        | 26.7 (80.1)      | 30.0 (86)        | 30.0 (86)        | 27.2 (81)        | 22.8 (73)        | 18.3 (64.9)      | 15.6 (60.1)      | 21.38 (70.49)    |
| 平均最低気温 °C （°F）                      | 3.9 (39)         | 4.4 (39.9)       | 5.0 (41)         | 7.2 (45)         | 10.6 (51.1)      | 15.0 (59)        | 17.8 (64)        | 18.3 (64.9)      | 16.1 (61)        | 12.2 (54)        | 7.8 (46)         | 5.6 (42.1)       | 10.33 (50.58)    |
| 降水量 mm （inch）                          | 40.6 (1.598)     | 35.6 (1.402)     | 38.1 (1.5)       | 35.6 (1.402)     | 33.0 (1.299)     | 20.3 (0.799)     | 7.6 (0.299)      | 17.8 (0.701)     | 50.8 (2)         | 76.2 (3)         | 53.3 (2.098)     | 53.3 (2.098)     | 462.2 (18.196)   |
| 出典：The Weather Channel Interactive, Inc. |                  |                  |                  |                  |                  |                  |                  |                  |                  |                  |                  |                  |                  |

## 歴史

### 古代都市ポリェンティア

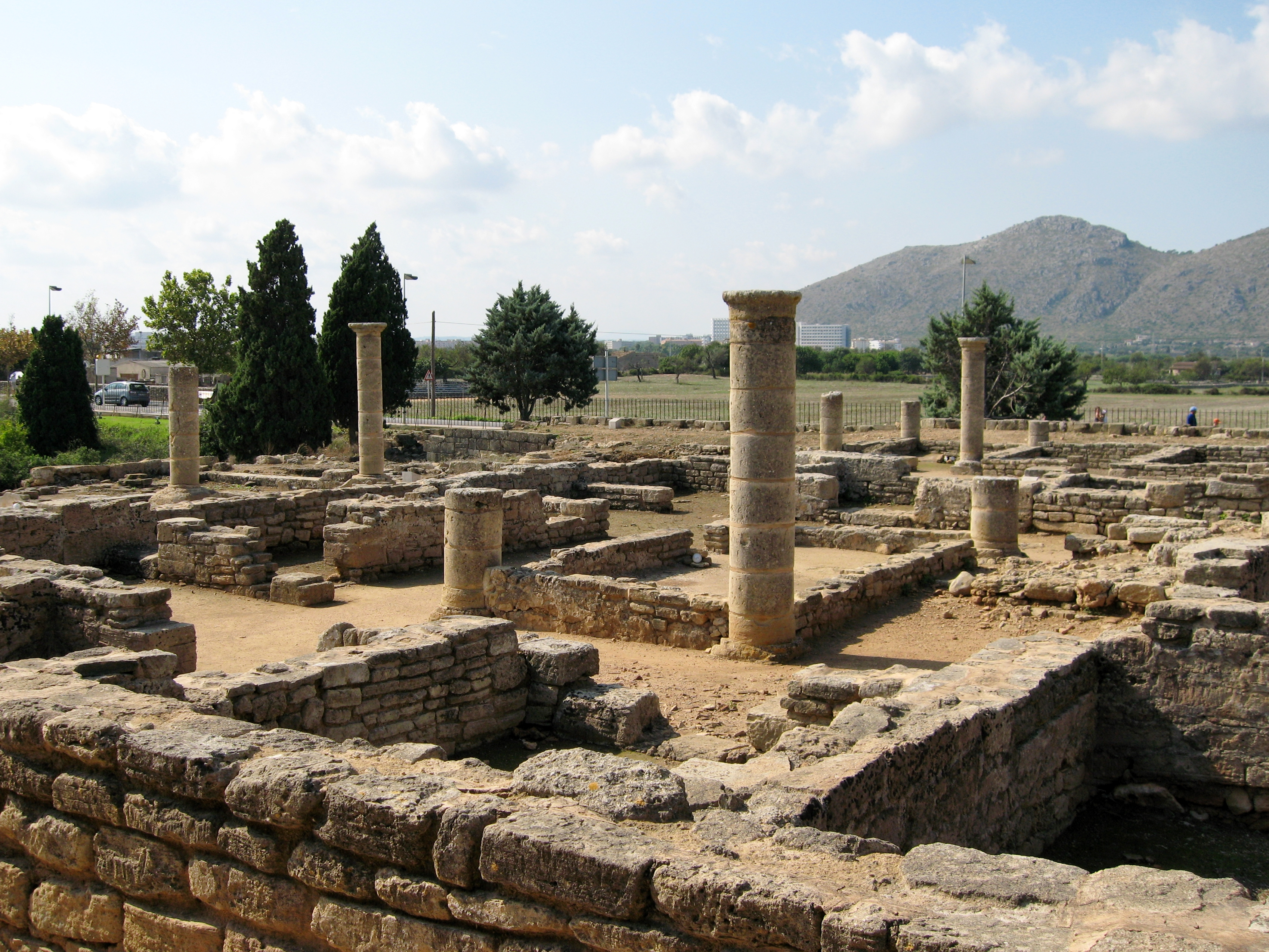
ポリェンティア遺跡

ポリェンサやアルクーディア周辺に人類の存在が見られるのは、紀元前2,000-紀元前1,300年頃のプレタライオティック文化期に遡る。カルタゴとローマが戦ったポエニ戦争時、この地域の住民が投石器で武装した兵士として参加し、バレアレス諸島人は投石の名手であるとする名声が地中海中に広まった。
紀元前123年にはローマの元老院が、海上交易活動が盛んになるにつれて増加していた海賊行為の停止やバレアレス諸島の征服を目的として、Quinto Cecilio Meteloを指揮官とする遠征隊を組織した。ローマ人はマリョルカ島に到着すると島の南岸にマリョルカ島の主都としてパルマの町を建設し、さらに島の北岸にポリェンティアの町（現在のアルクーディア近辺）を建設した。ローマ帝国が地中海西部で支配力を失うと、ポリェンティアもローマに合わせてゆっくりと衰退をはじめた。海賊の攻撃を受け、また何度かヴァンダル族にも攻撃されたため、5世紀初頭には町が放棄された。住民はより防御が固く安全な場所に新たな町を建設するためにポリェンティアを去った。

### ポリェンサの建設

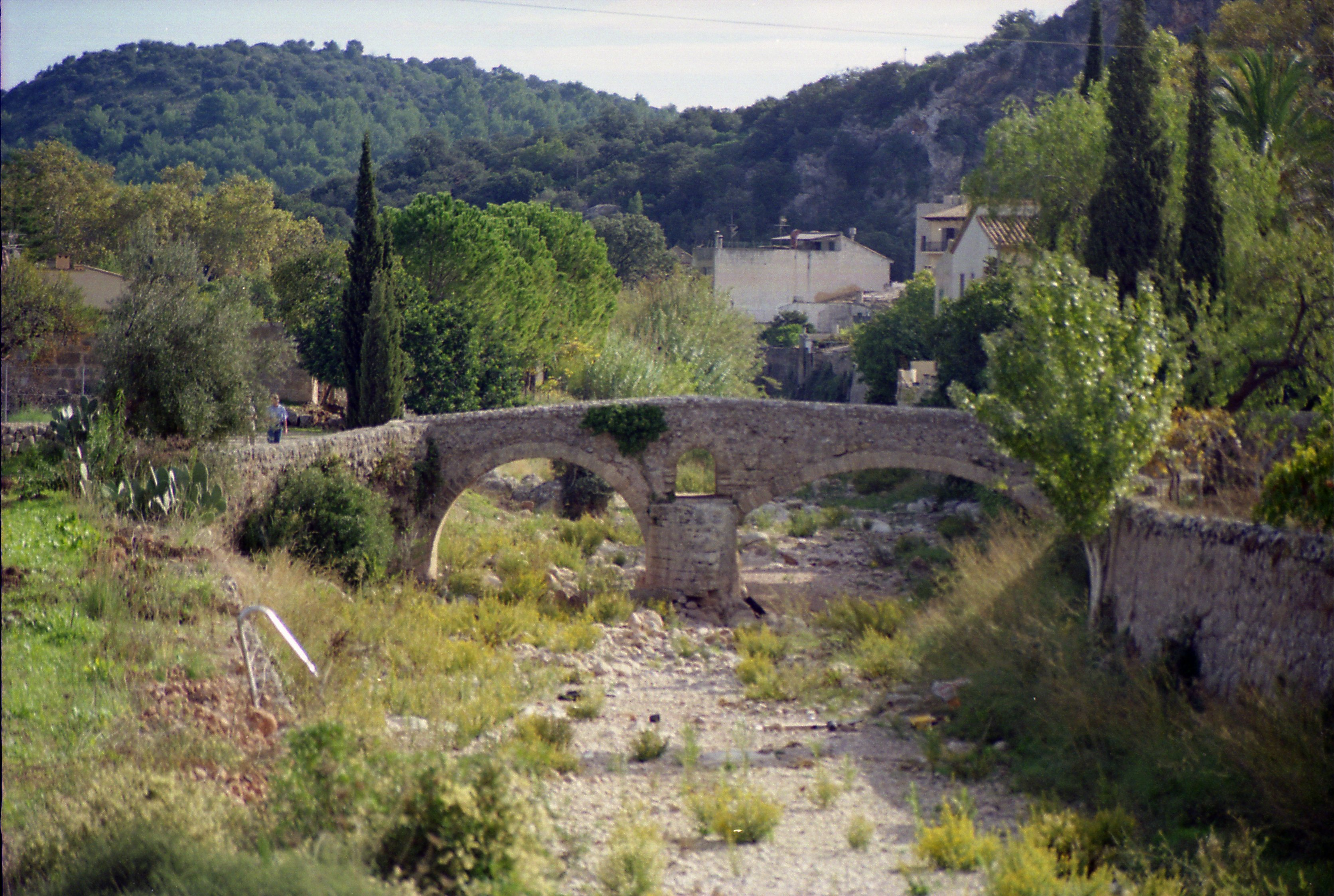
ローマ橋

本格的な入植前にもマリョルカ島民とイスラーム教徒の接触はあったものの、イスラーム教徒がマリョルカ島に入植したのは903年のことである。1229年にはキリスト教徒のアラゴン王ハイメ1世率いるカタルーニャ艦隊がムーア人を破ってマリョルカ島を征服した。キリスト教徒に支配権が移った13世紀、ポリェンサ湾から6km内陸にカタルーニャ人によってポリェンサの町が設立された。この名称はローマ都市ポリェンティアに由来している。
1236年には町の守護聖人である天使の聖母を祀った天使の聖母教会が建設され、4年後にはハイメ1世からマリョルカ島北部の土地を与えられたテンプル騎士団の手に渡った。テンプル騎士団は1312年に解散したため、その所有物は教会も含めてオスピタリェルス騎士団（後のマルタ騎士団）に割譲された。丸太騎士団は1836年まで教会を所有し、1470年には鐘楼の建設を開始した（約450年後の1921年に完成）。今日の教会は1714年から1790年に建設された。
ポリェンサのローマ橋の起源は謎に包まれているが、マリョルカ島においてローマ人の存在を示す数少ない例のひとつと考えられている。このローマ橋の存在は1403年まで文献に登場せず、初出時にはクベリェス橋と呼ばれていたが、19世紀からローマ橋と呼ばれている。ローマ人によってポリェンティアの古代都市に建設された水道橋の一部であると考える研究者もいるが、他の研究者はこの橋がローマ時代ではなく中世に建設されたと推測している。19世紀までは高水位の際にサント・ジョルディ川を安全に渡ることができる唯一の通路だったため、橋の建設年代はともかくこの橋はポリェンサの住民にとって重要な交通路である。
ポリェンサには1836年までドミニコ会修道士がおり、現在のポリェンサ博物館に相当する建物は1588年から1616年に建てられた。20世紀初頭にはパリからアングラーダ・カマラサやティト・シタディーニなどの画家がポリェンサにやってきて、これらの芸術家の影響で1960年代には夏季に絵画展が開催されるようになった。1975年にはポリェンサ博物館が公式に設立され、絵画展は30回以上を数える国際造形芸術コンペティションに発展している。

## 政治
| 2015年ポリェンサ議会議員選挙結果     | 2015年ポリェンサ議会議員選挙結果 | 2015年ポリェンサ議会議員選挙結果 | 2015年ポリェンサ議会議員選挙結果 | 2015年ポリェンサ議会議員選挙結果 |
| 政党                                 | 筆頭候補者                       | 得票数                           | 議席数                           | 得票率                           |
| ------------------------------------ | -------------------------------- | -------------------------------- | -------------------------------- | -------------------------------- |
| トッツ・パル・ポリェンサ             | Bartomeu Cifre                   | 2,065                            | 6                                | 30.09                            |
| ジュンツ・アバンサム                 | Miquel Àngel March               | 1,996                            | 6                                | 29.09                            |
| アルタルナティーバ・パル・ポリェンサ | Marina Llobera                   | 880                              | 2                                | 12.82                            |
| プルポスタ・パル・ラス・イリャス(PI) | Martí Roca                       | 586                              | 1                                | 8.54                             |
| ウニオー・ムリェーラ・ポリェンサ     | André Nevado                     | 555                              | 1                                | 8.09                             |
| 国民党(PP)                           | David Alonso                     | 479                              | 1                                | 6.98                             |
| GPP                                  | Jaume Torrens                    | 203                              | 0                                | 2.96                             |
| 合計                                 |                                  | 6915                             | 17                               | 100                              |

## 文化

### 芸術

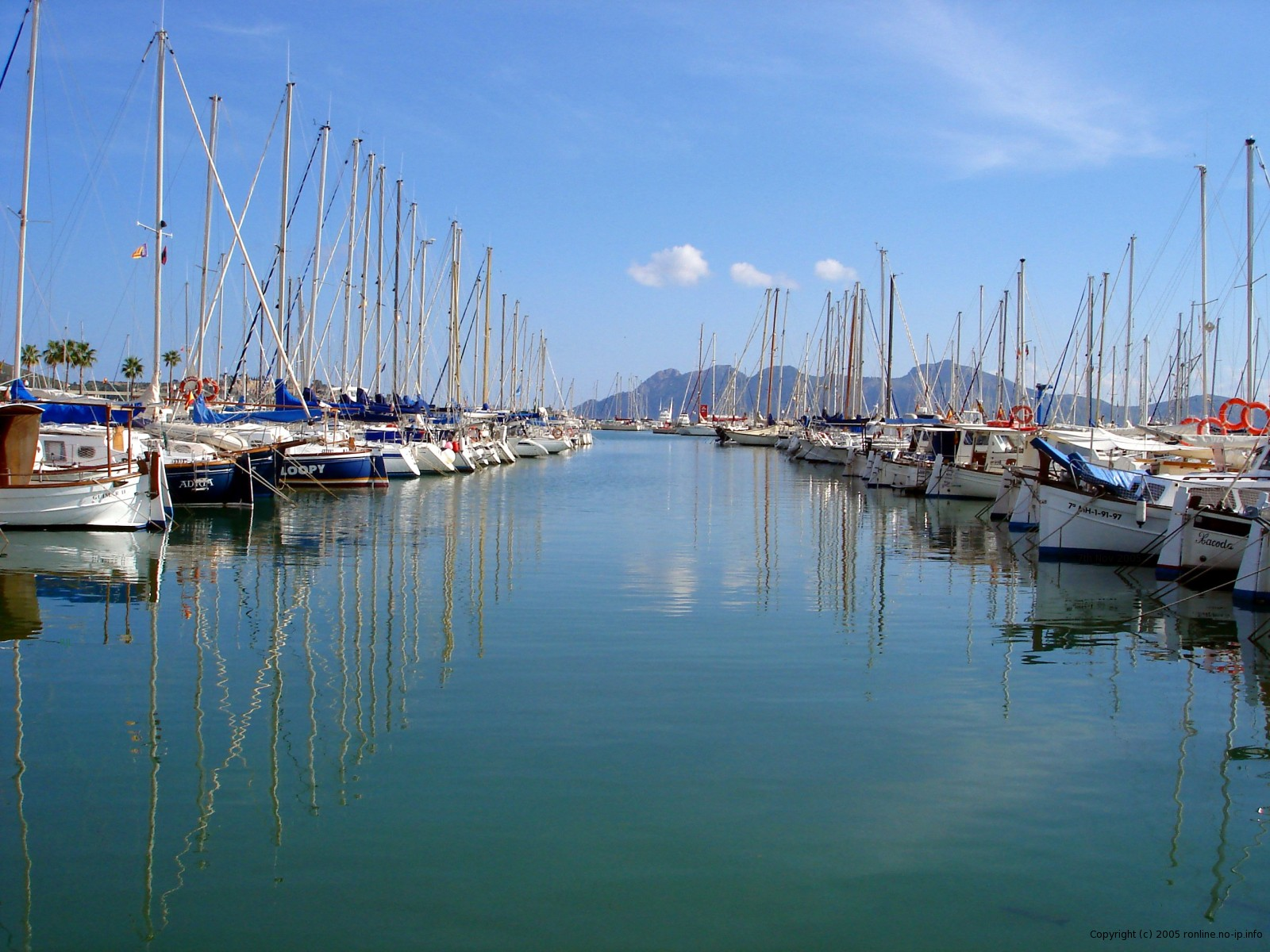
ポルト・ダ・ポリェンサのマリーナ

ポリェンサは20世紀初頭から多くの芸術家を集めるようになり、サンティアゴ・ルシニョール、アングラーダ・カマラサ（ポリェンサで死去）、ティト・シタディーニ（ポリェンサで死去）、ディオニス・ベナサルなどが訪れた。ポリェンサ博物館にはコンペティションで入賞した作品や一連のゴシック祭壇画などが展示されており、考古学的性質を持つ作品、仏教の曼荼羅、アティリオ・ボベリのコレクションなども含まれている。
アルゼンチンの歌手・女優であるマリリーナ・ロスは、軍事政権を逃れてスペインに亡命していた際に「ポリェンサ港」という曲を書き、この曲はサンドラ・ミハノヴィッチが歌って人気を得た。
イギリスの推理小説家アガサ・クリスティーは、20世紀初頭にポリェンサを訪れてパイン・ウォークにあるホテルに滞在した。1939年に著した『黄色いアイリス』の中には短編『ポリェンサ海岸の事件』が含まれている。

### 観光

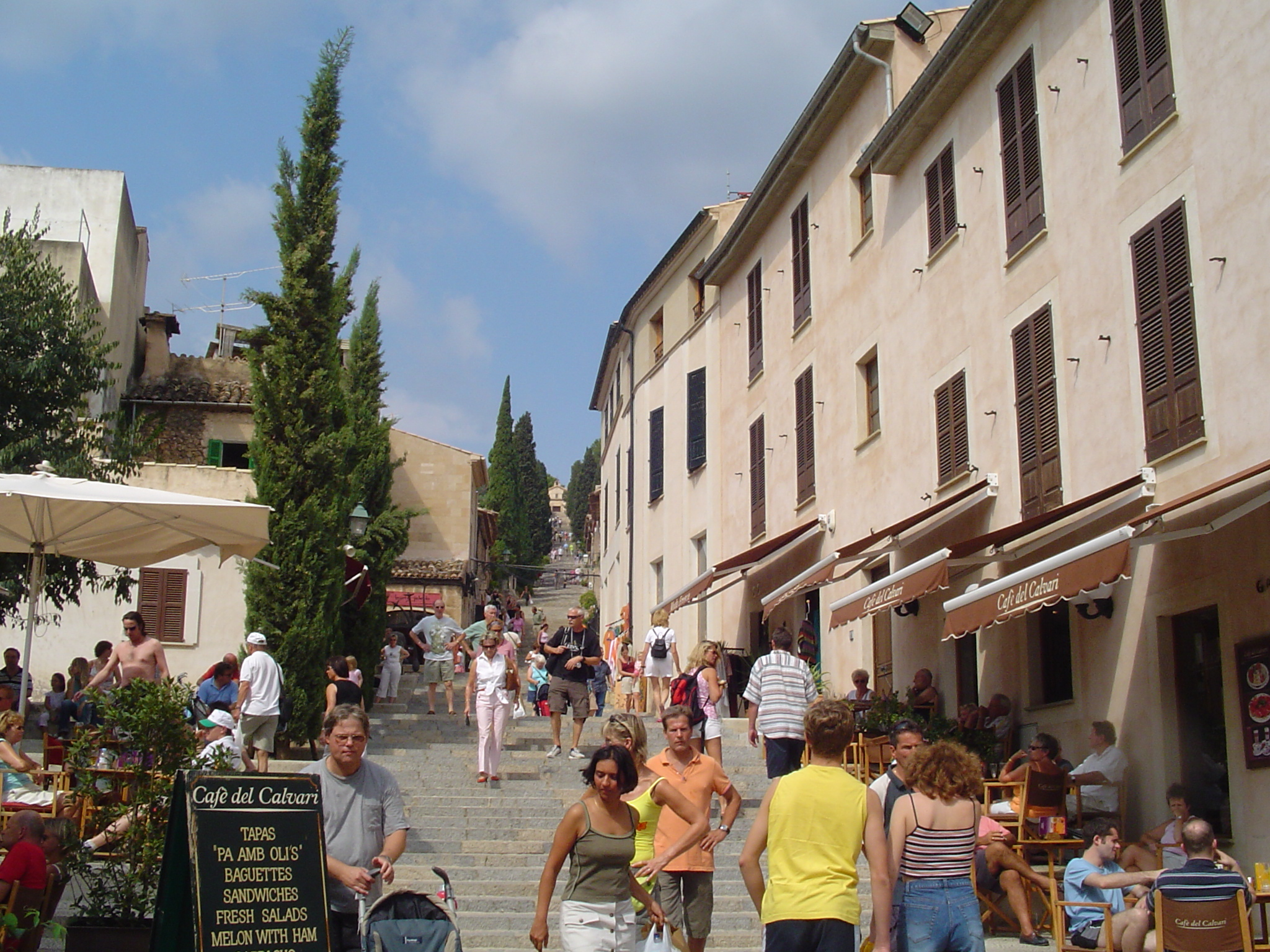
アル・カルバリオの丘に向かう365段の階段

ポリェンサ旧市街の家のほとんどは17世紀と18世紀に建設された。幅の狭い多くの通りがあり、市街地はコンパクトである。市街地の中央部にあるマジョール広場には数々の屋外カフェが軒を連ねており、マジョール広場の脇には13世紀にテンプル騎士団によって建設された天使の聖母教会が建っている。
ポリェンサの最大の見どころとして、マジョール広場の北側に365段の階段があり、この階段は「アル・カルバリオ」として知られている丘の頂上にある礼拝堂に向かって伸びている。アル・カルバリオの丘は素晴らしい眺望を持つ上に、丘に登るための365段の階段はポリェンサでもっとも印象的な場所となっている。この階段は1年の日数分だけあり、3mの十字架が計14設置されている。復活祭の聖金曜日にはダバリャメントと呼ばれる行進の舞台となり、この行進はマリョルカ島で行われる復活祭関連の行事で特に重要なものである。天使の聖母教会に向かって、松明に照らされた十字架が完全な沈黙の中で階段を下りる。

## 関連人物

### 出身者
- アルベルタ・ヒメネス（スペイン語版）(1837-1922) : 教育者。「アルバータの母」。
- ギリェム・シフレ・ダ・クローニャ（スペイン語版）(1852-1908) : 教師・銀行家。
- ミケル・コスタ・イ・ロベラ(1854-1922) : 詩人・司祭。
- ペドロ・シフレー（スペイン語版）(1947-) : バスケットボール選手。
- ダビ・タバレー（スペイン語版）(1984-) : 歌手・プロデューサー。
- セテ・ベナビデス（スペイン語版）(1991-) : カヌー選手。2013年カヌースプリント世界選手権・カナディアンシングル200m銅メダル。

### 在住者
- ティト・シタディーニ（スペイン語版）(1886-1960) : アルゼンチンの画家。
- アングラーダ・カマラサ（英語版）(1871-1959) : カタルーニャの画家。印象派。
- アダン・ディエル(1891-1952) : アルゼンチンの画家。
- フィリップ・ニューマン（スペイン語版）(1904-1966) : イギリスのミュージシャン。
- アリギ・サッス（スペイン語版）(1912-2000) : イタリアの彫刻家・陶芸家。
- フランス公アンリ（アンリ7世）(1933-2019) : フランスの王位請求者。

## ギャラリー

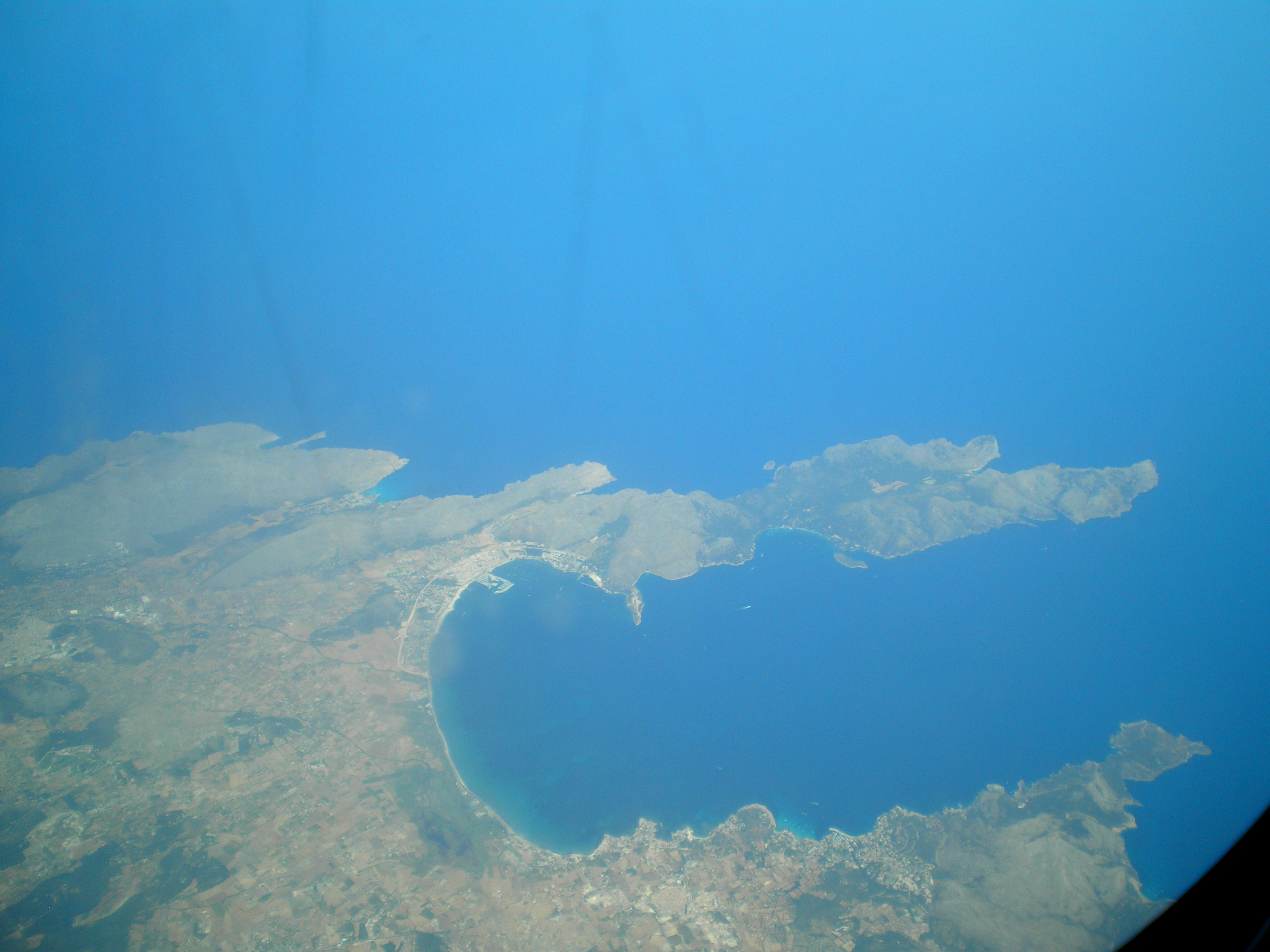
フルマントール岬とポリェンサ湾
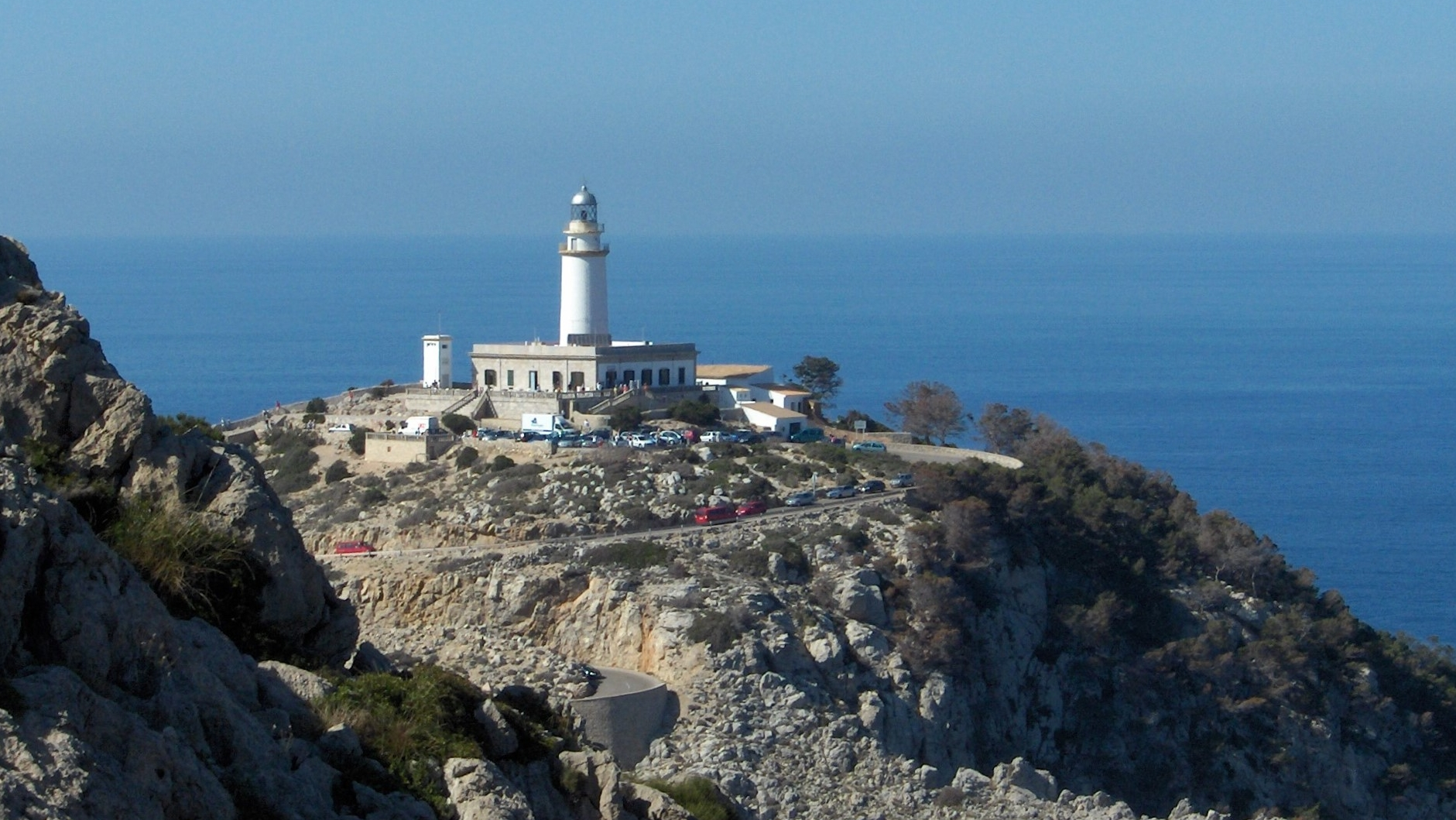
フルマントール灯台
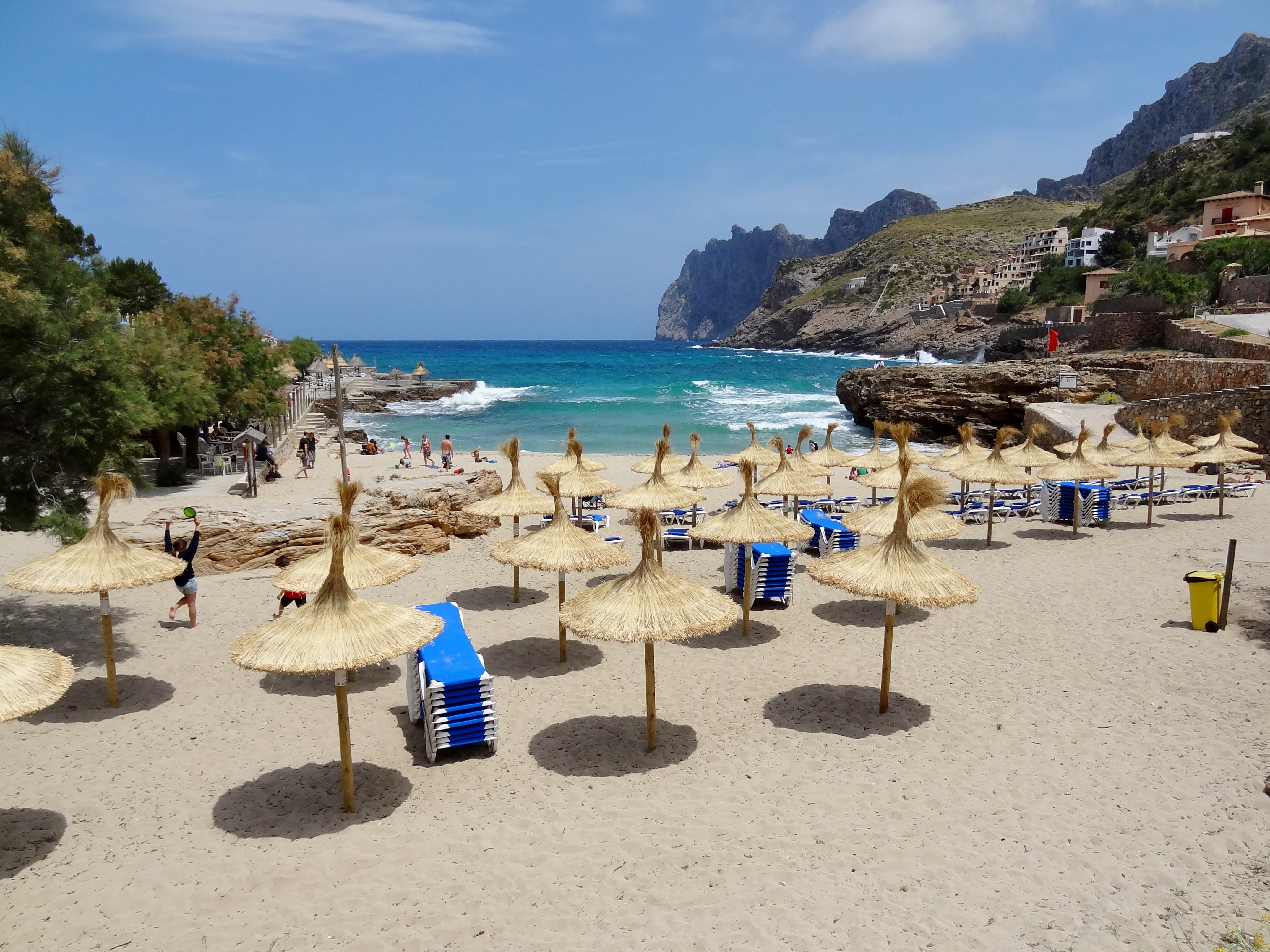
モリンズ海岸
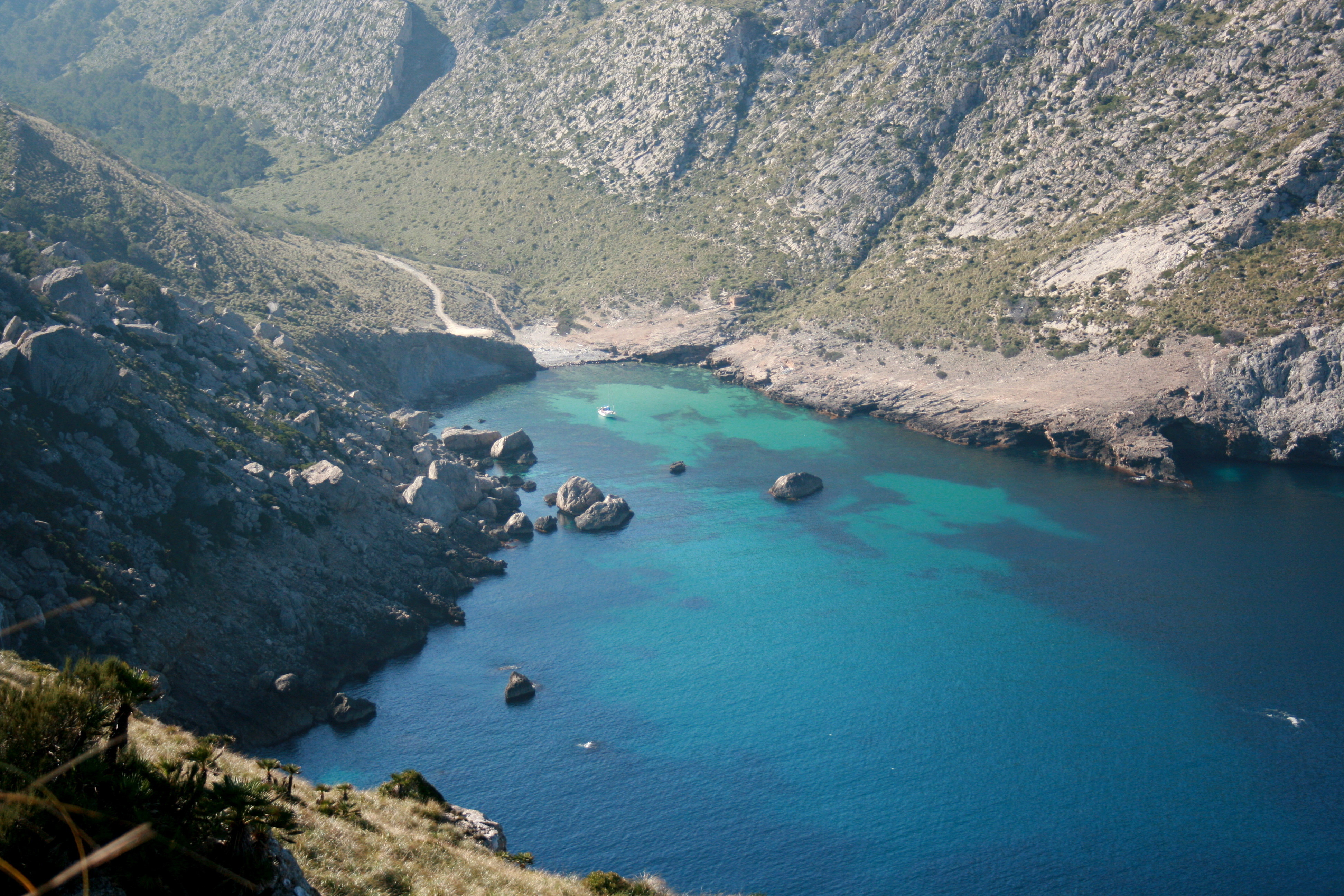
フィゲラ海岸
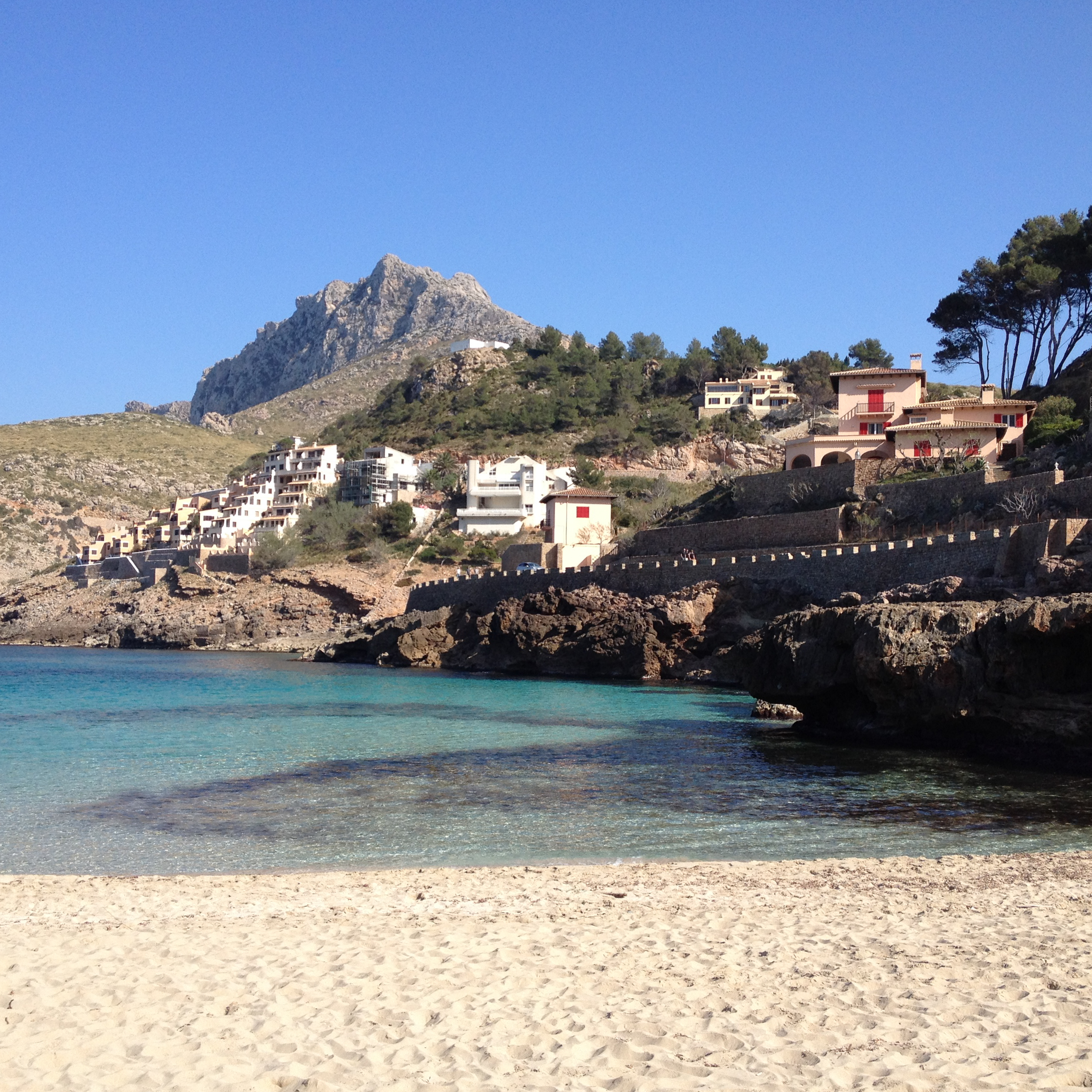
カルボ海岸
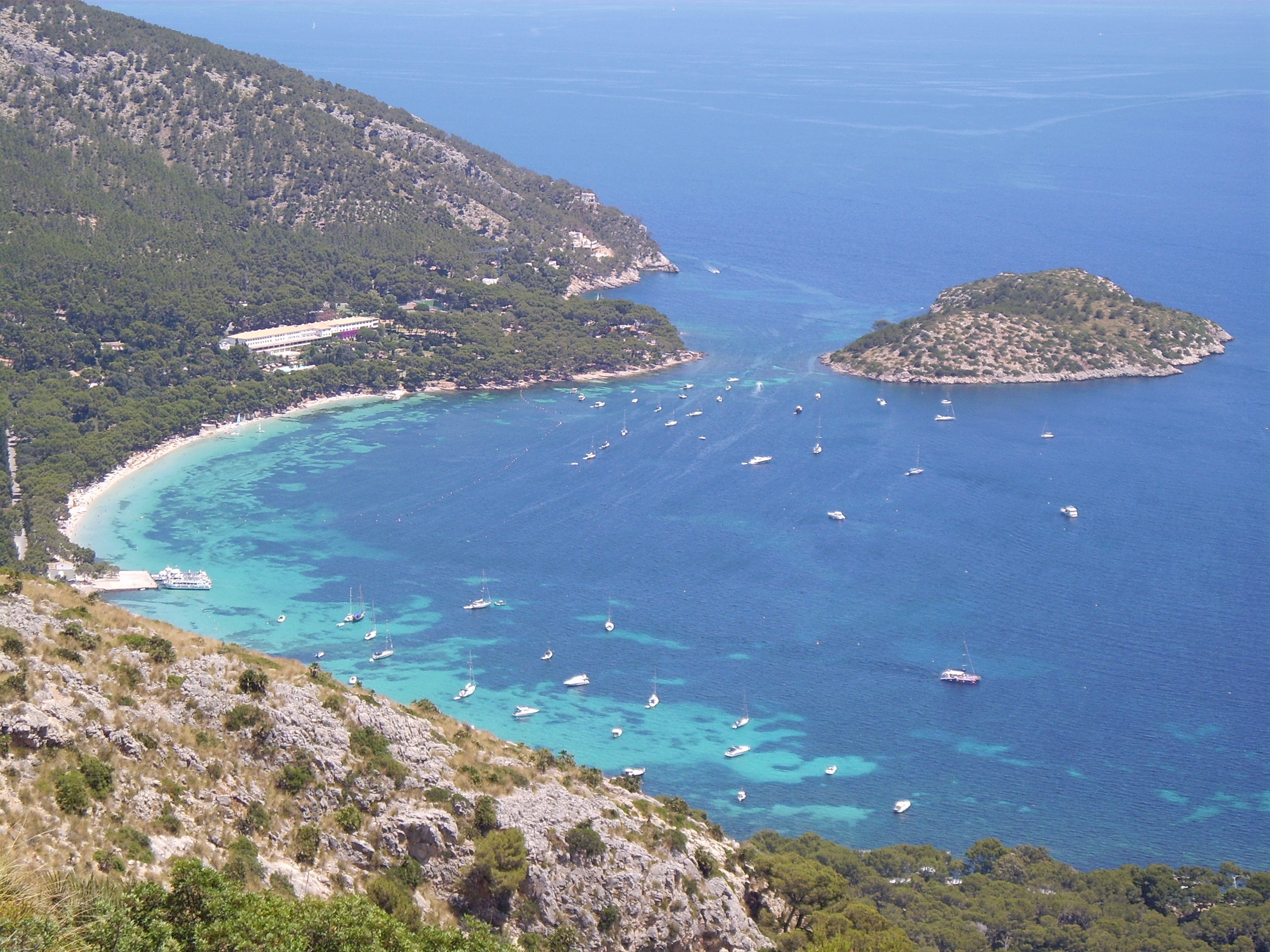
フルマントール海岸
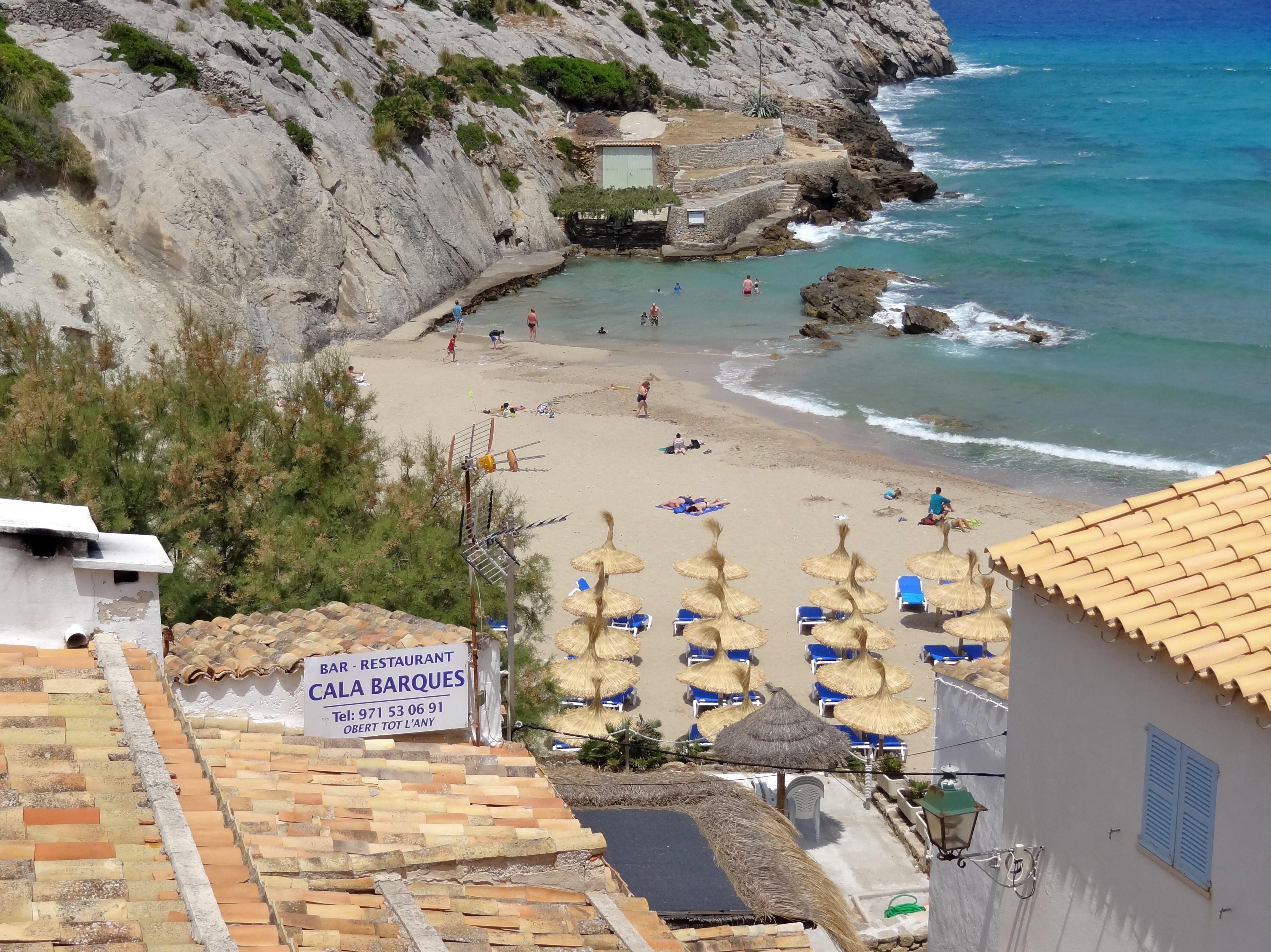
バルケス海岸